# San Silvestro in Capite
San Silvestro in Capite (lateinisch Sancti Silvestri in Capite) ist eine Kirche in Rom und Titelkirche der römisch-katholischen Kirche. Sie wurde im 8. Jahrhundert auf antiken Gebäuderesten errichtet, ihr Vorhof enthält eine Vielzahl antiker und mittelalterlicher Spolien. Sie ist Nationalkirche der englischen Katholiken und wird von Pallottinern verwaltet.

## Lage
Die Kirche liegt im III. römischen Rione Colonna, an der gleichnamigen Piazza San Silvestro in Capite etwa 200 Meter nordöstlich der Piazza Colonna.

## Baugeschichte
Die erste Kirche wurde im 8. Jahrhundert unter Papst Stephan III. auf den Ruinen eines römischen Tempels errichtet, dieser war dem Gott Sol geweiht. Es folgte ein romanischer Bau, aus dieser Zeit stammt der Campanile. Domenico Rossi schließlich verlieh der Kirche ab 1690 ihre heutige Gestalt.

## Grundstruktur
Der Bau ist einschiffig, das Langhaus öffnet sich in Seitenkapellen. Die zur Piazza gelegene Fassade ist nicht die Fassade der Kirche, sondern führt in einen Innenhof, das Portal und die eigentliche Fassade der Kirche selbst liegen hinter dem Hof. Die Kirche hat einen Campanile und eine Krypta.

## Äußeres

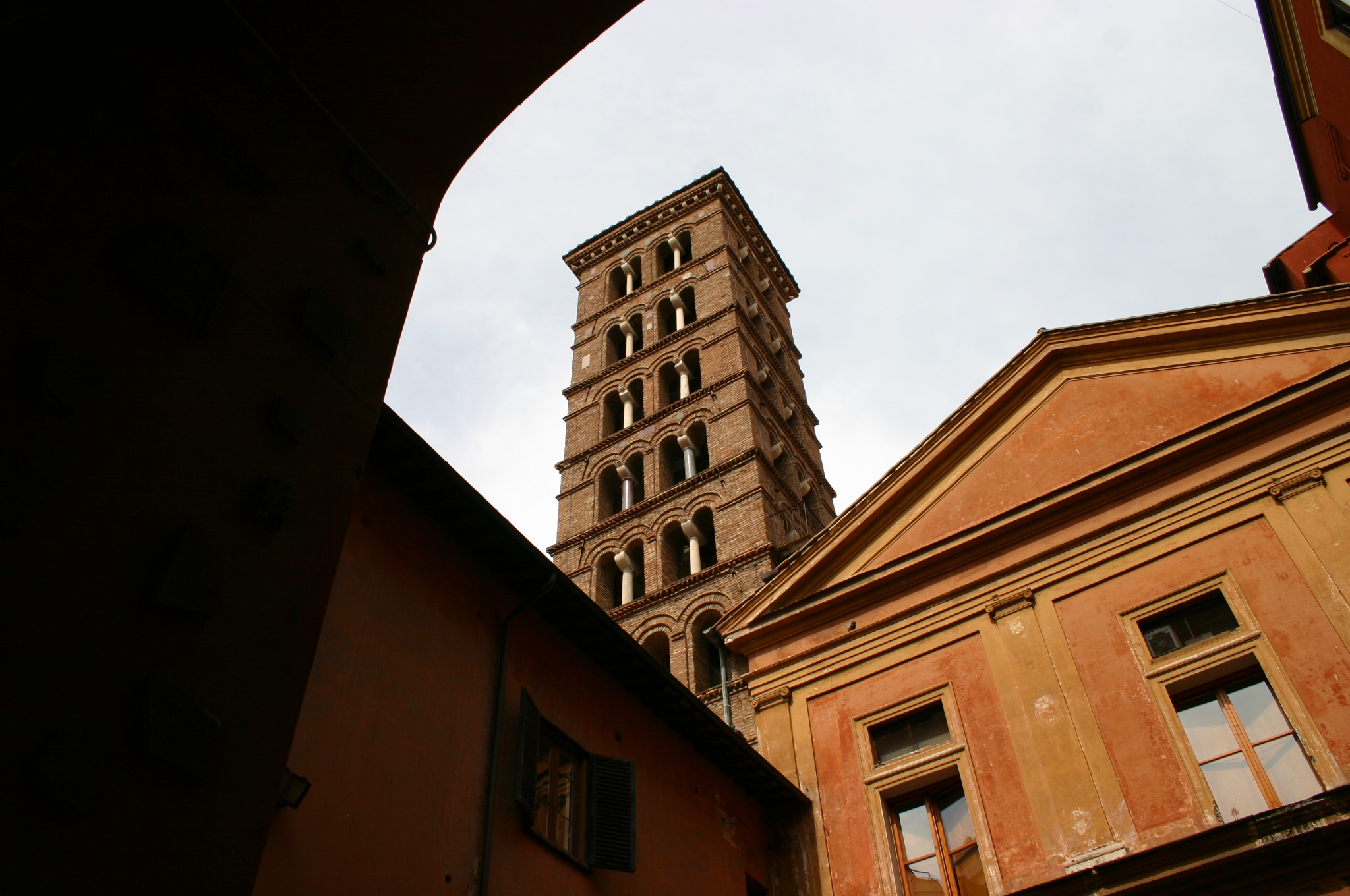
Campanile vom Innenhof aus gesehen

Die Fassade, die eigentlich Bestandteil des zur Kirche führenden Torhauses ist, wurde von Domenico Rossi nach 1700 ausgeführt. Jeweils links und rechts des Portals sind die Schauwände durch Eckpilaster mit ionischen Kapitellen gegliedert. Das marmorne Relief über dem Eingang ist dem „Abdruck“ Jesu Christi auf dem Schweißtuch der Hl. Veronika nachempfunden. Das zur Kirche führende eigentliche Portal ist einfach gestaltet, drei Arkadenbögen öffnen sich über mit Pilastern verzierten Viereckpfeilern, darüber liegt ein einfaches Stockwerk – welches die Pilastergliederung des Portikus fortführt – mit Fenstern und einem schlichten Giebel. Der Campanile ist mehrstöckig mit für die Romanik typischen Doppelfenstern
ausgeführt.

### Innenhof
Das Besondere des Innenhofs sind die zahlreichen vermauerten Spolien. Die historische Bandbreite reicht von der Antike bis in das 18. Jahrhundert und umfasst verschiedenste Themen und Darstellungen.

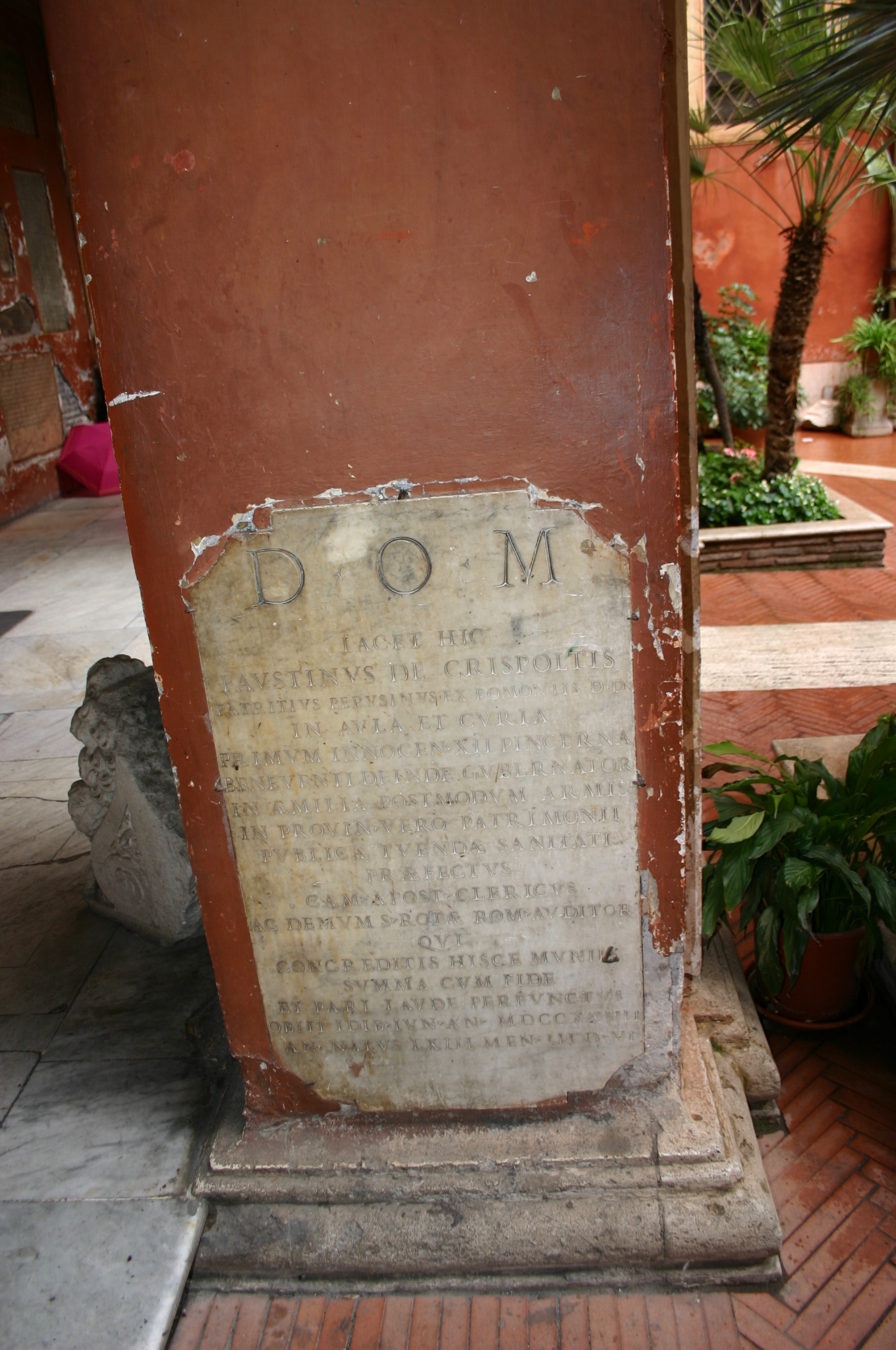
Grabstein des adeligen Faustino de Crispolti, † 1728
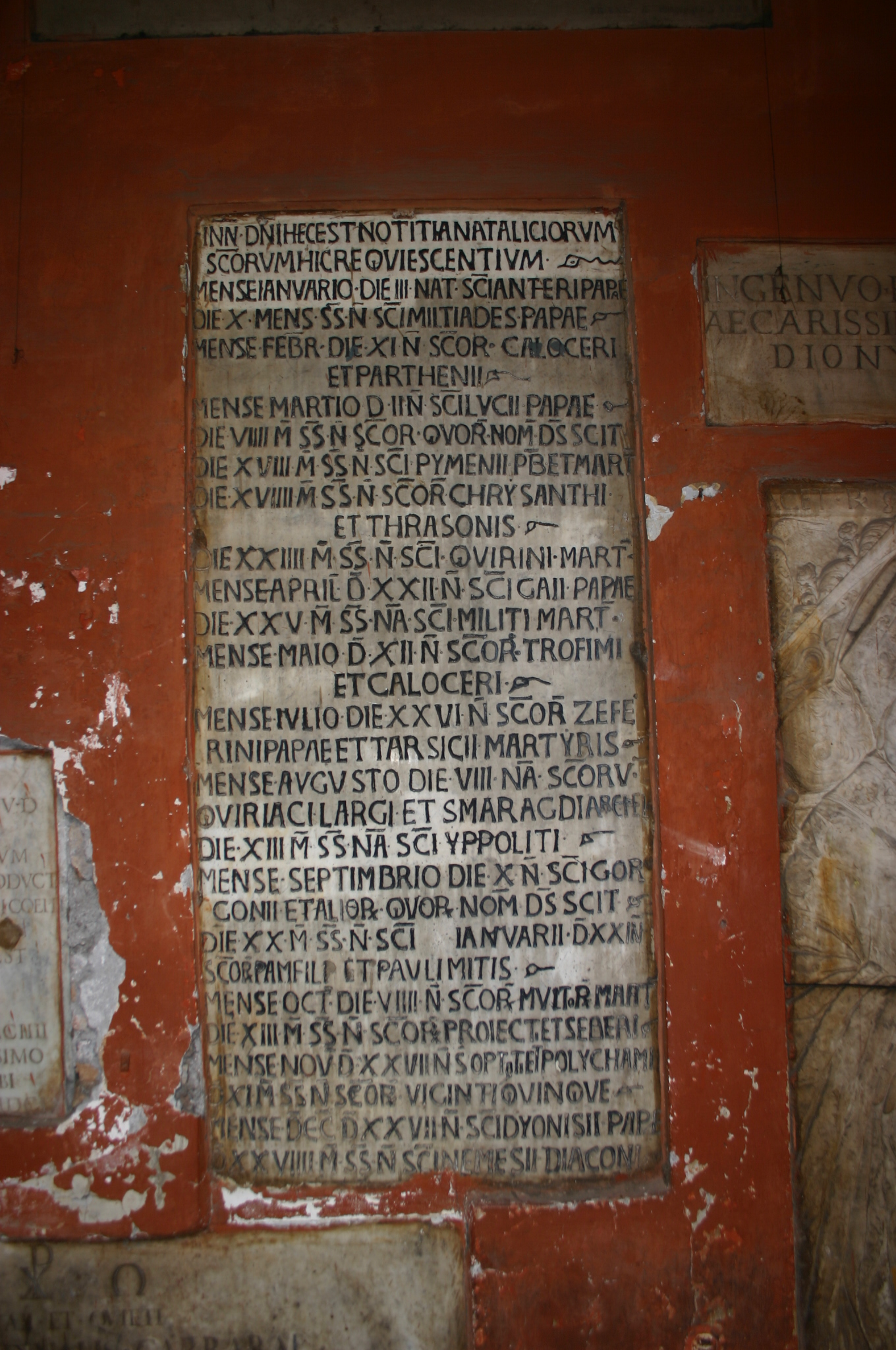
Mittelalterlicher Festkalender derjenigen Heiligen, deren Reliquien in der Kirche verehrt werden
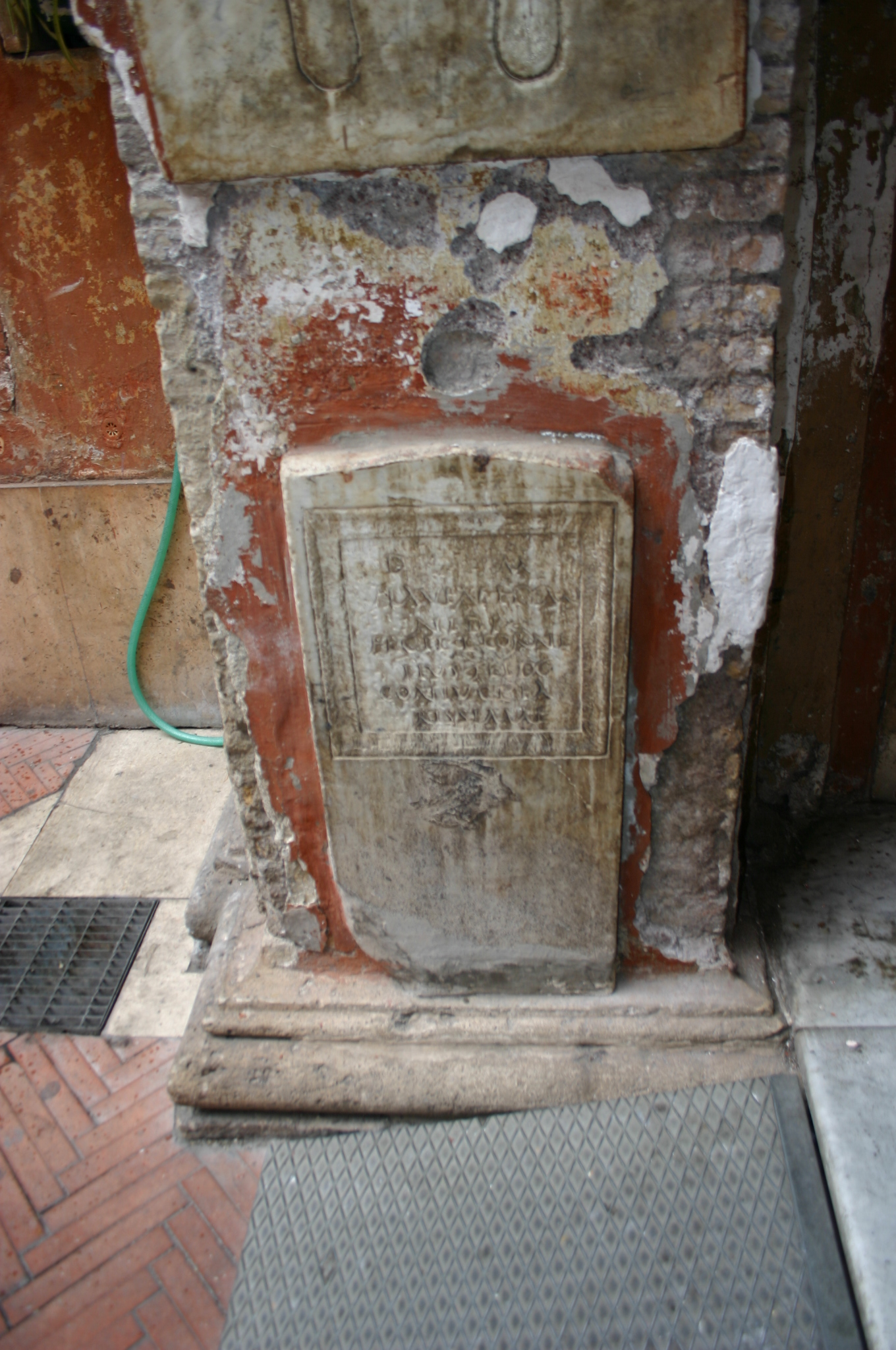
Antiker römischer Grabstein
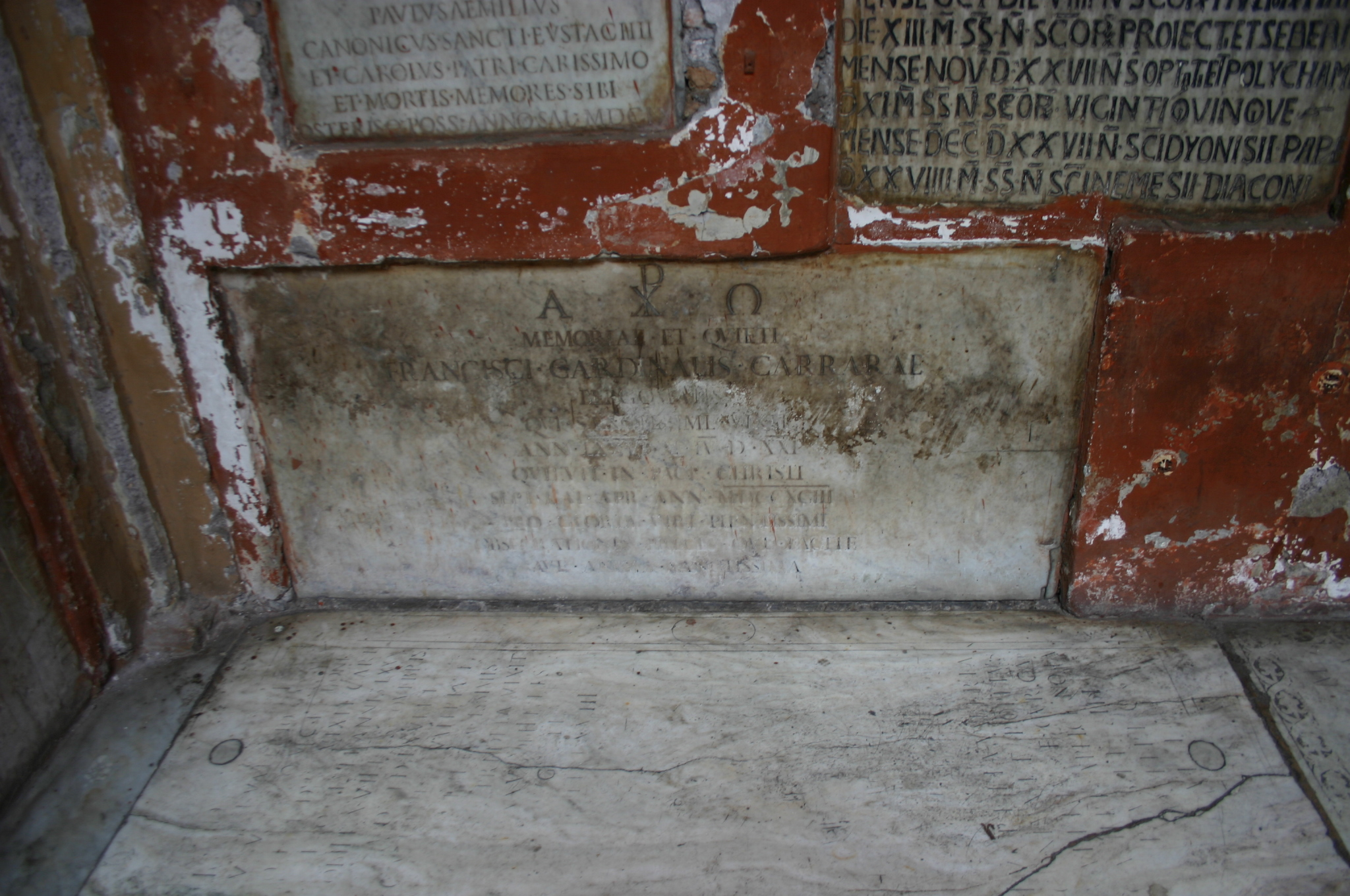
Grabstein des Kardinals Francesco Carrara, † 1793
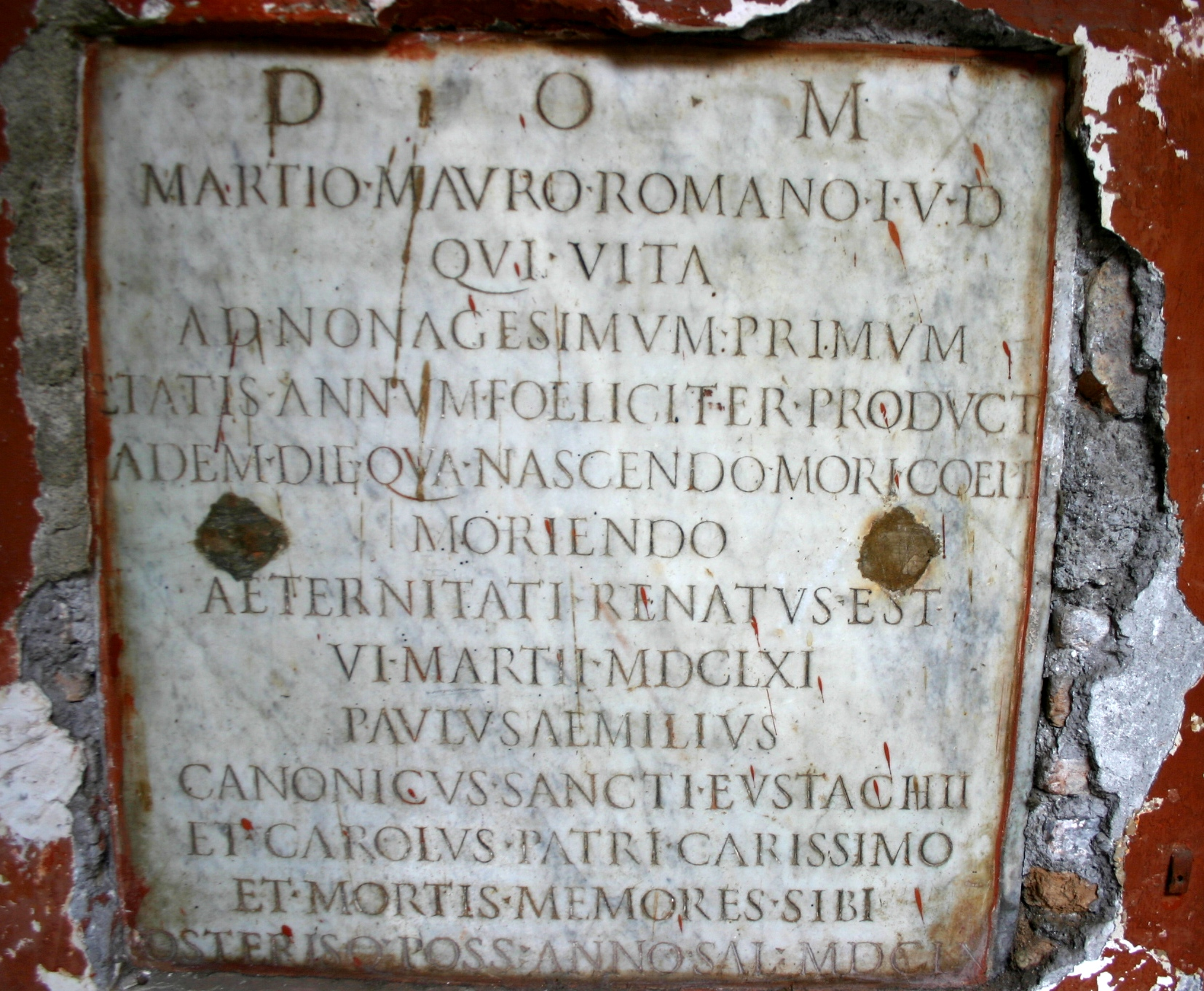
Grabstein eines Maurizio Mauro, † 1661
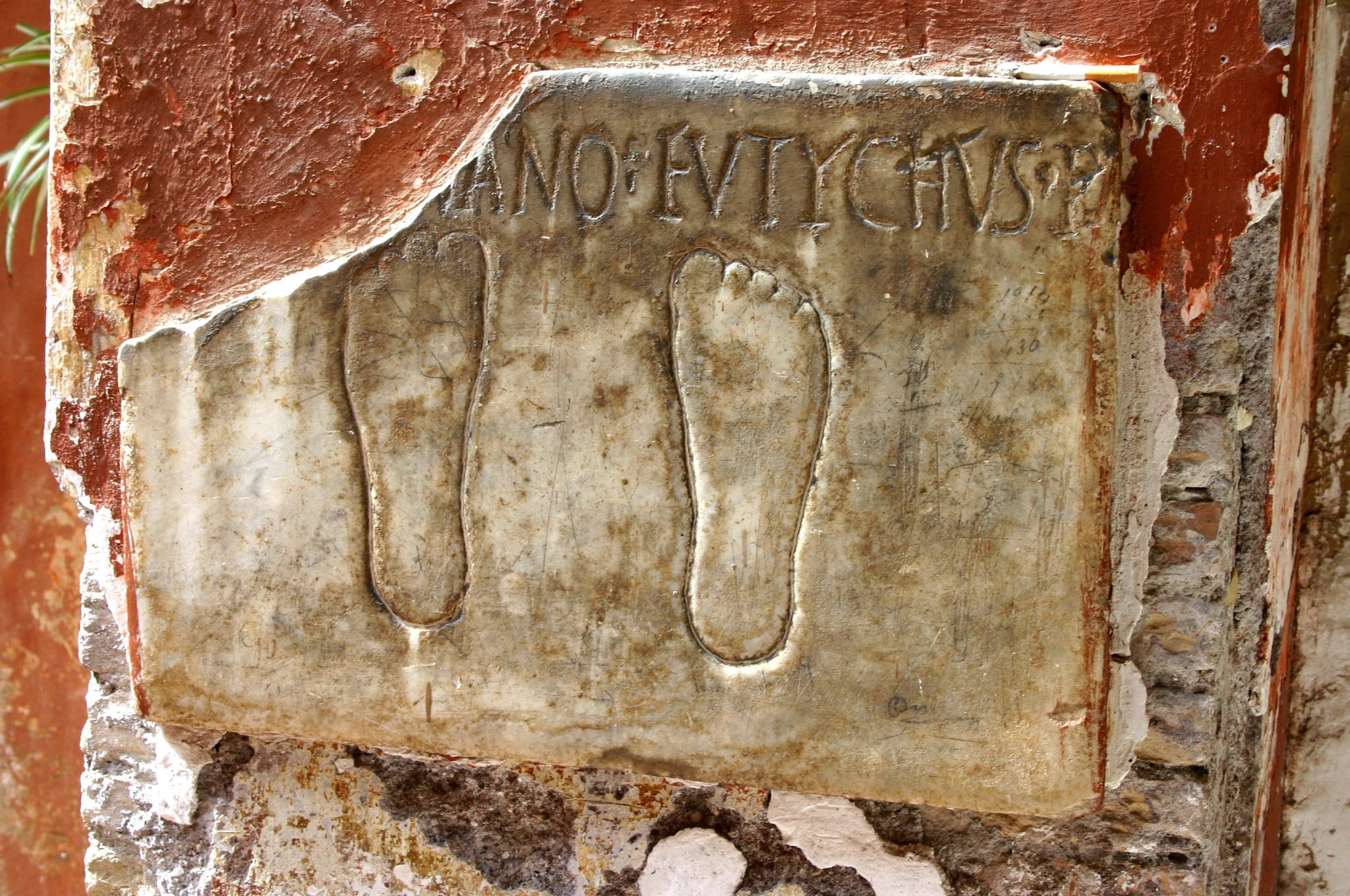
Antiker römischer Grabstein eines Eutychus
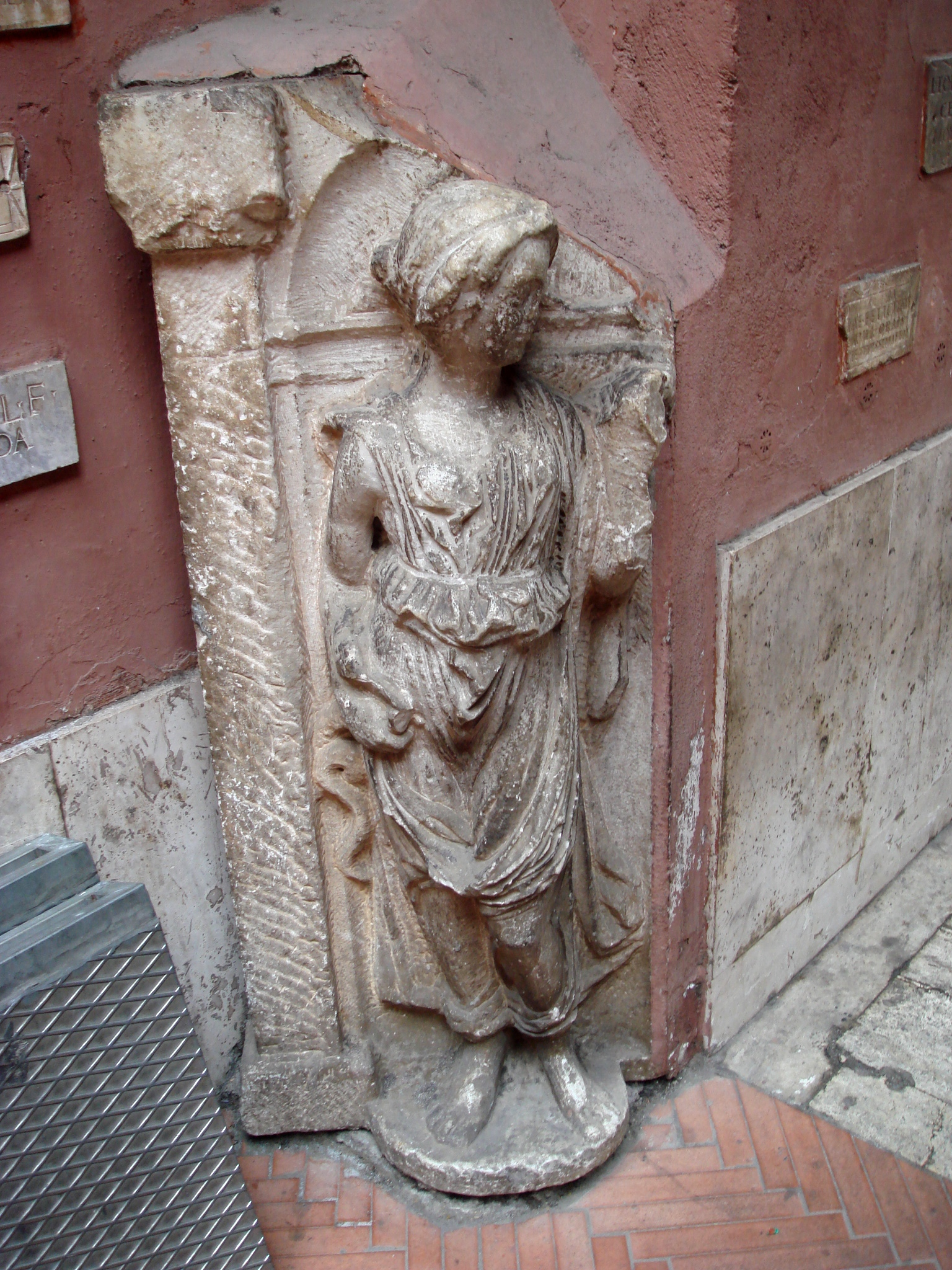
Teil eines römischen Sarkophages
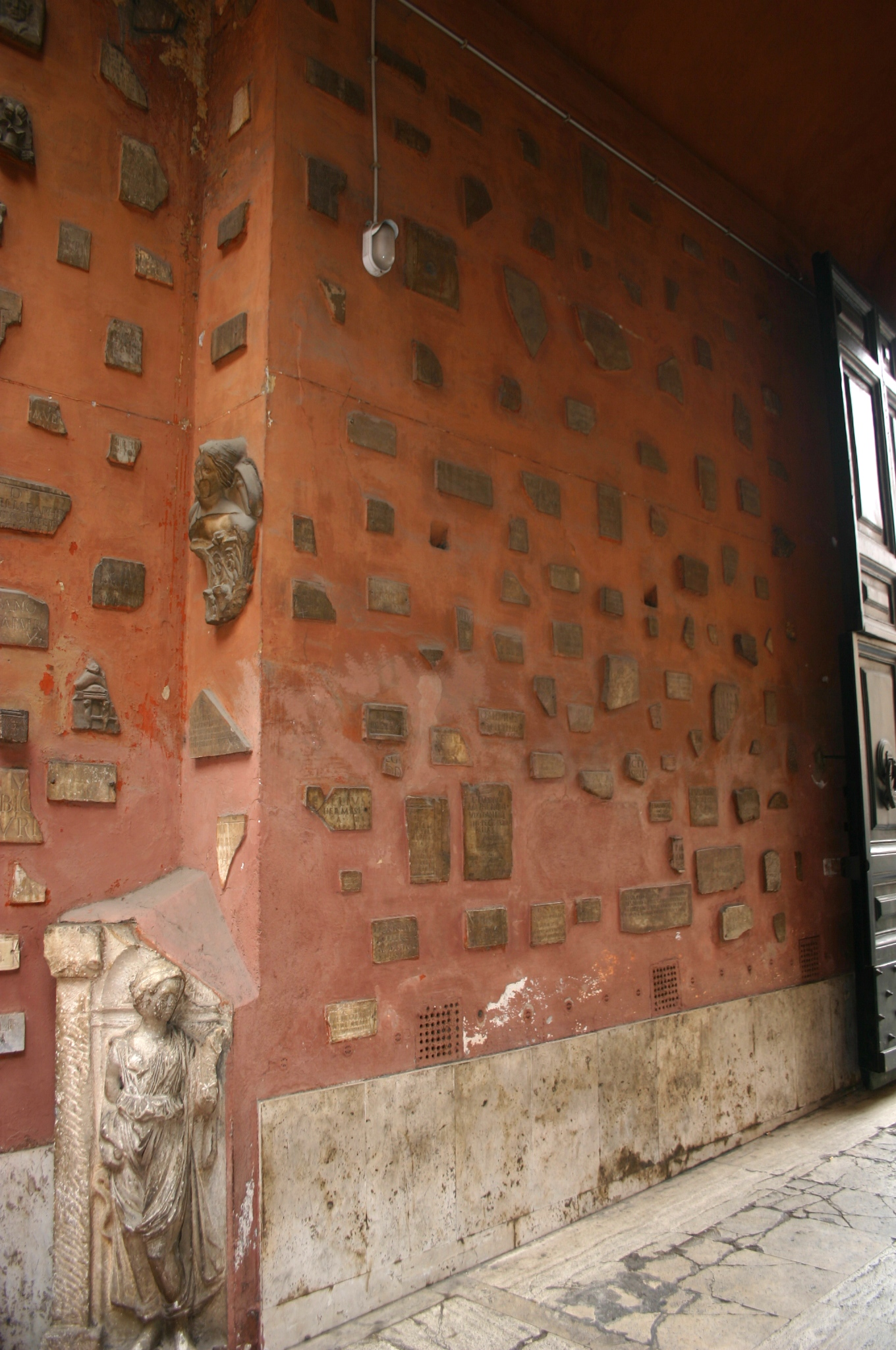
Verschiedene Spolien, vermauert im Torhaus

## Inneres

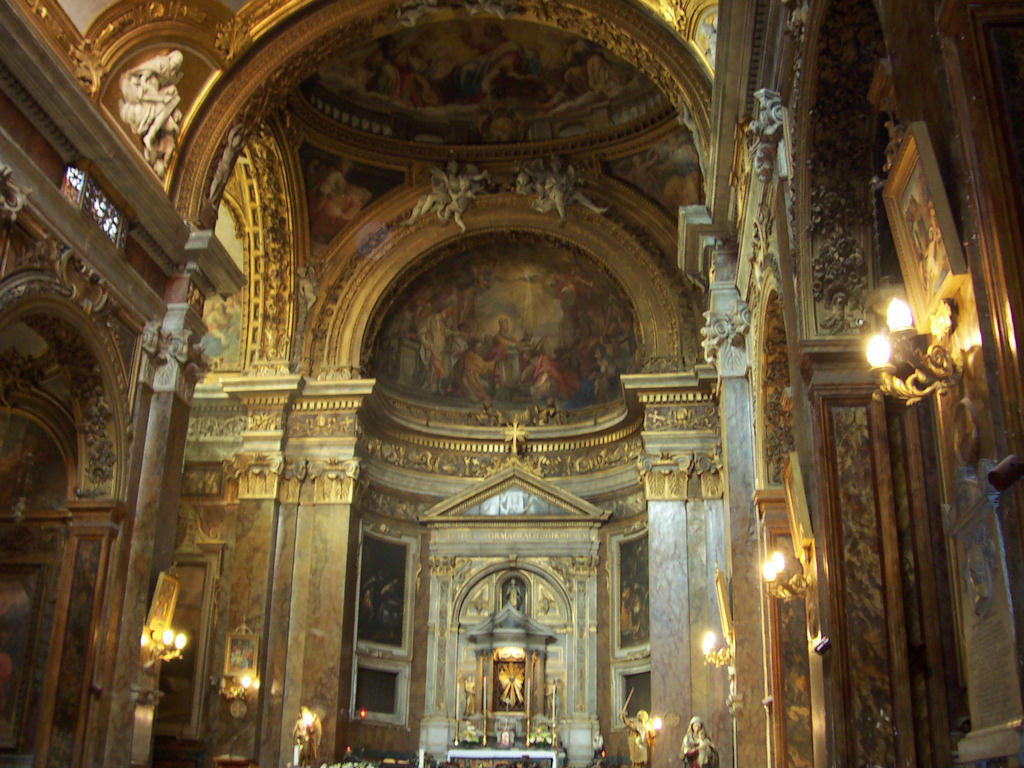
Das Innere der Kirche

Die Kirche ist einschiffig, zwischen den Arkadenbögen des Langhauses öffnen sich die Seitenkapellen. Die Kirche ist, dem Geschmack des Umbaus im Barock entsprechend, unter reicher Verwendung von Blattgold und Stuckdekor verziert. Die Pfeiler zu den Seitenkapellen hin sind mit Pilastern verziert, das Langhaus überwölbt ein Tonnengewölbe. Die Apsis wie der Chorraum sind mit Fresken geschmückt.

### Hochaltar
Der Hochaltar wurde von Carlo Rainaldi geschaffen. Er beherbergt das Tabernakel, welches von Engeln und Cherubinen gerahmt wird. Über dem Tabernakel befindet sich eine Figur Johannes des Täufers, der Giebel zeigt das Schweißtuch der Veronika.

### Kapelle des hl. Johannes
Den Beinamen in Capite verdankt die Kirche einer wertvollen Reliquie: es soll sich um den Kopf Johannes des Täufers handeln, welcher hier in einem gotischen Reilquiar aufbewahrt wird. Die Kapelle ist die erste auf der linken Seite.

### Krypta
In der Krypta der Kirche sind Reste der Vorgängerbauten aus den verschiedensten Jahrhunderten sichtbar.

### Sonstiges
Die beiden Säulen unter der Orgelempore stammen aus frühchristlicher Zeit.

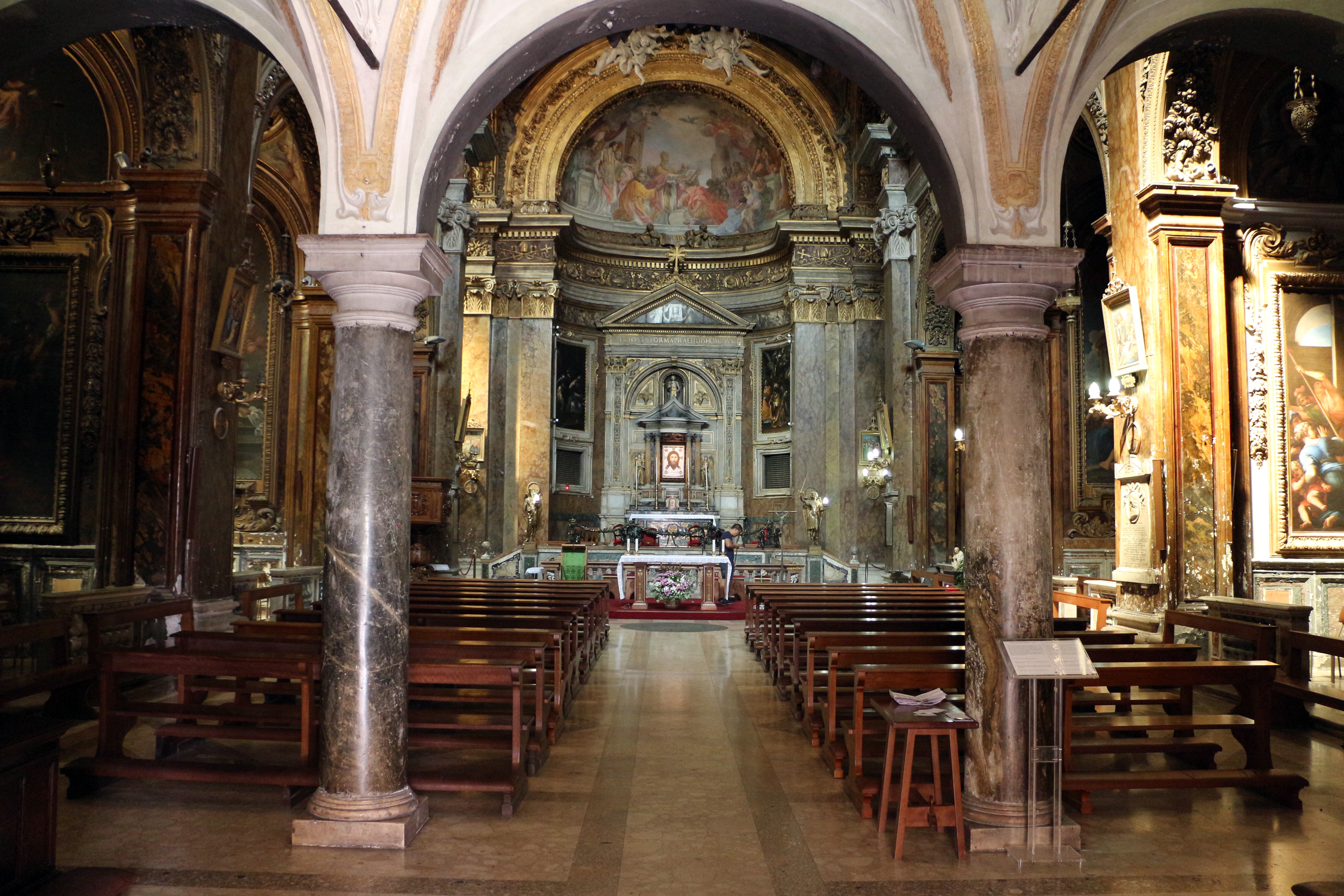
Inneres mit frühchristlichen Säulen
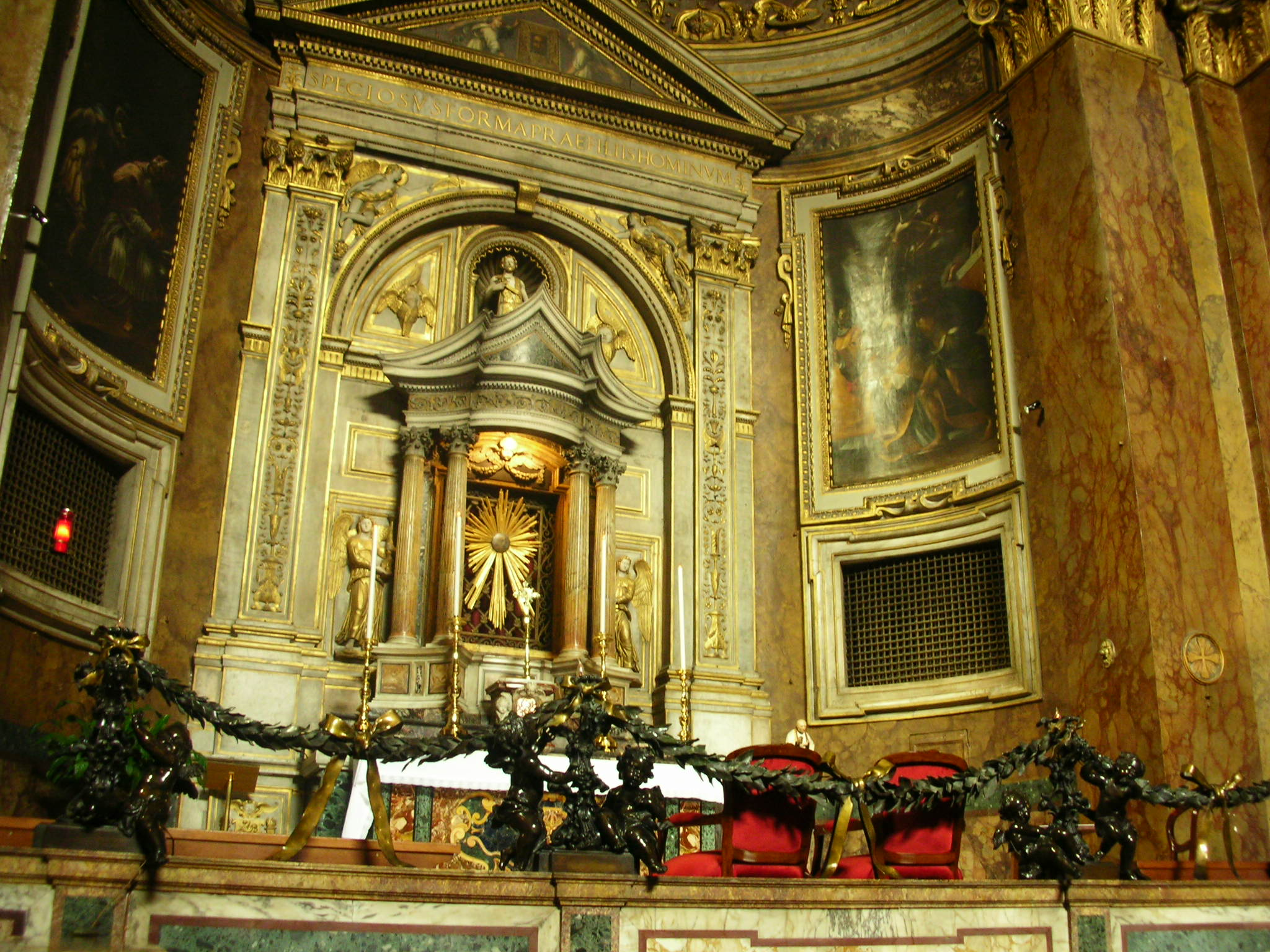
Hochaltar
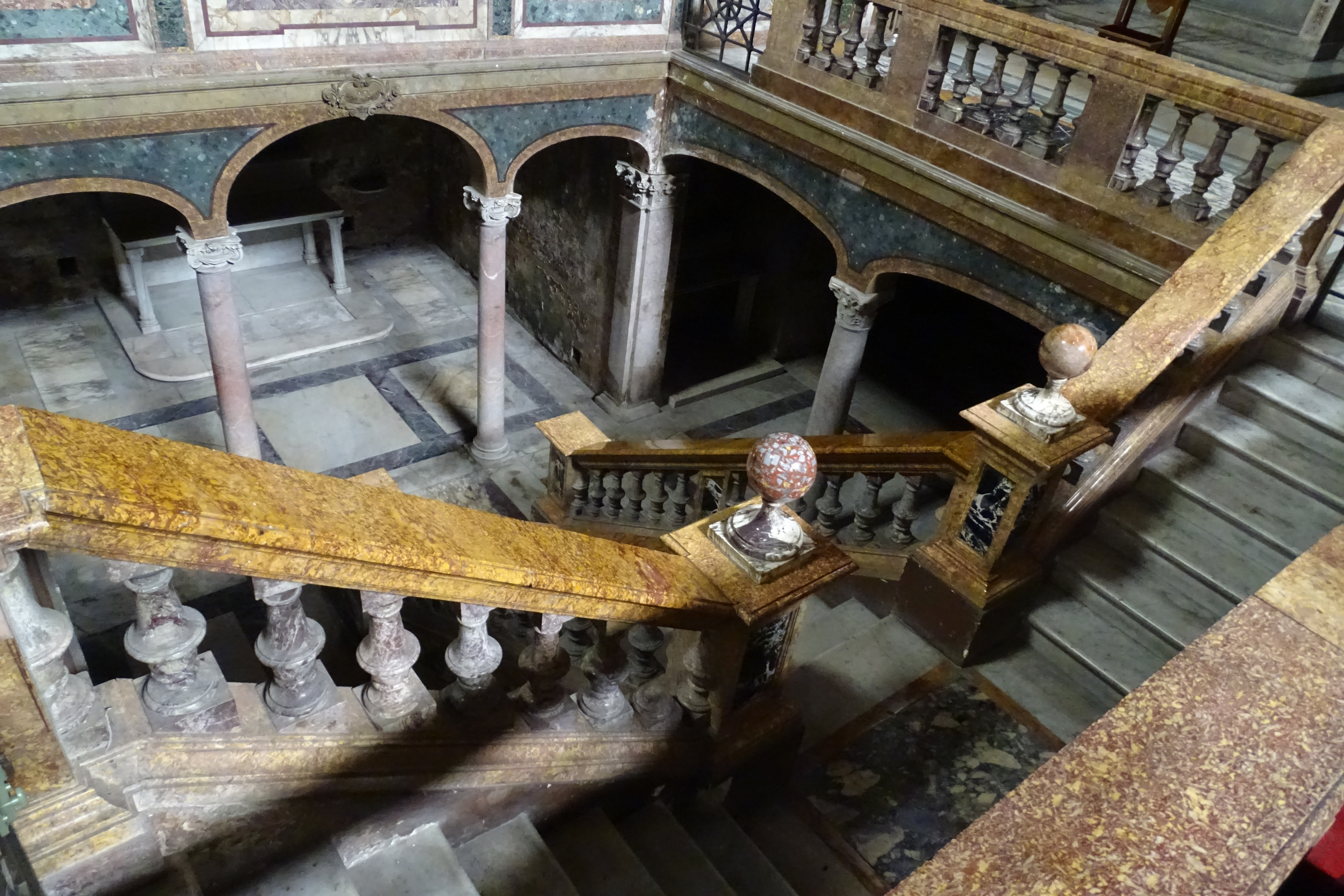
Treppe in die Krypta
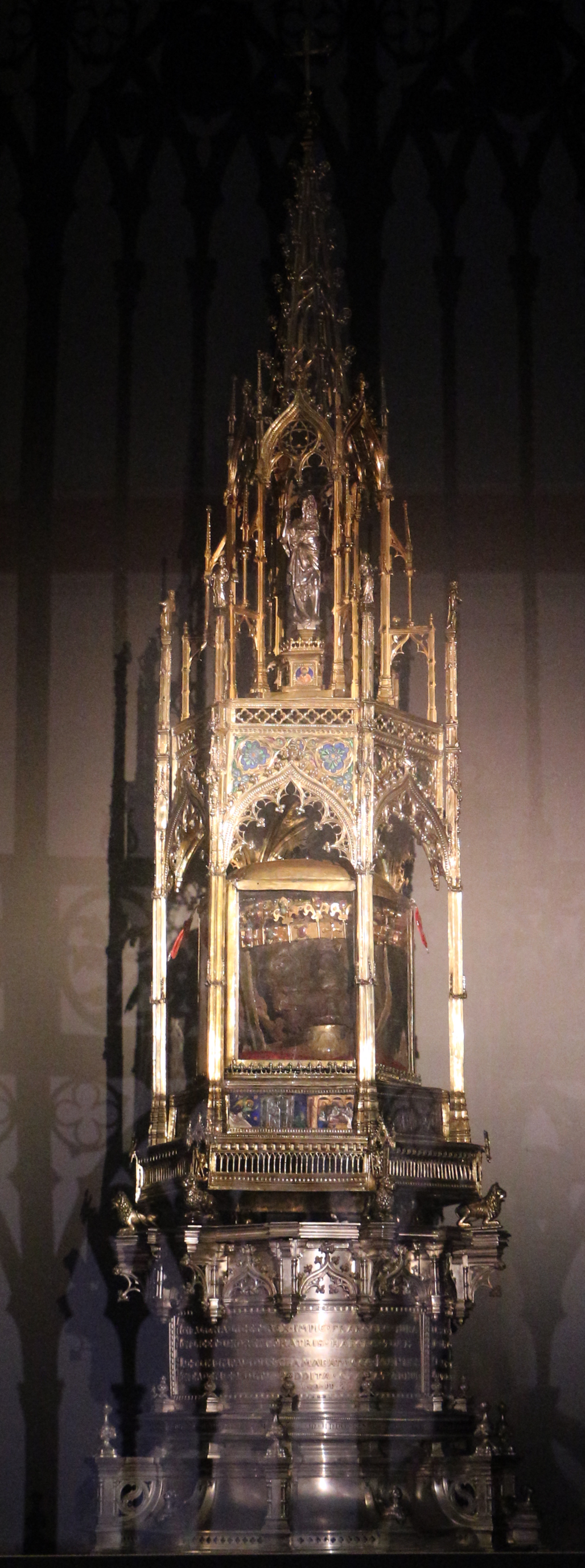
Reliquiar mit dem mutmaßlichen Schädel Johannes d. T.
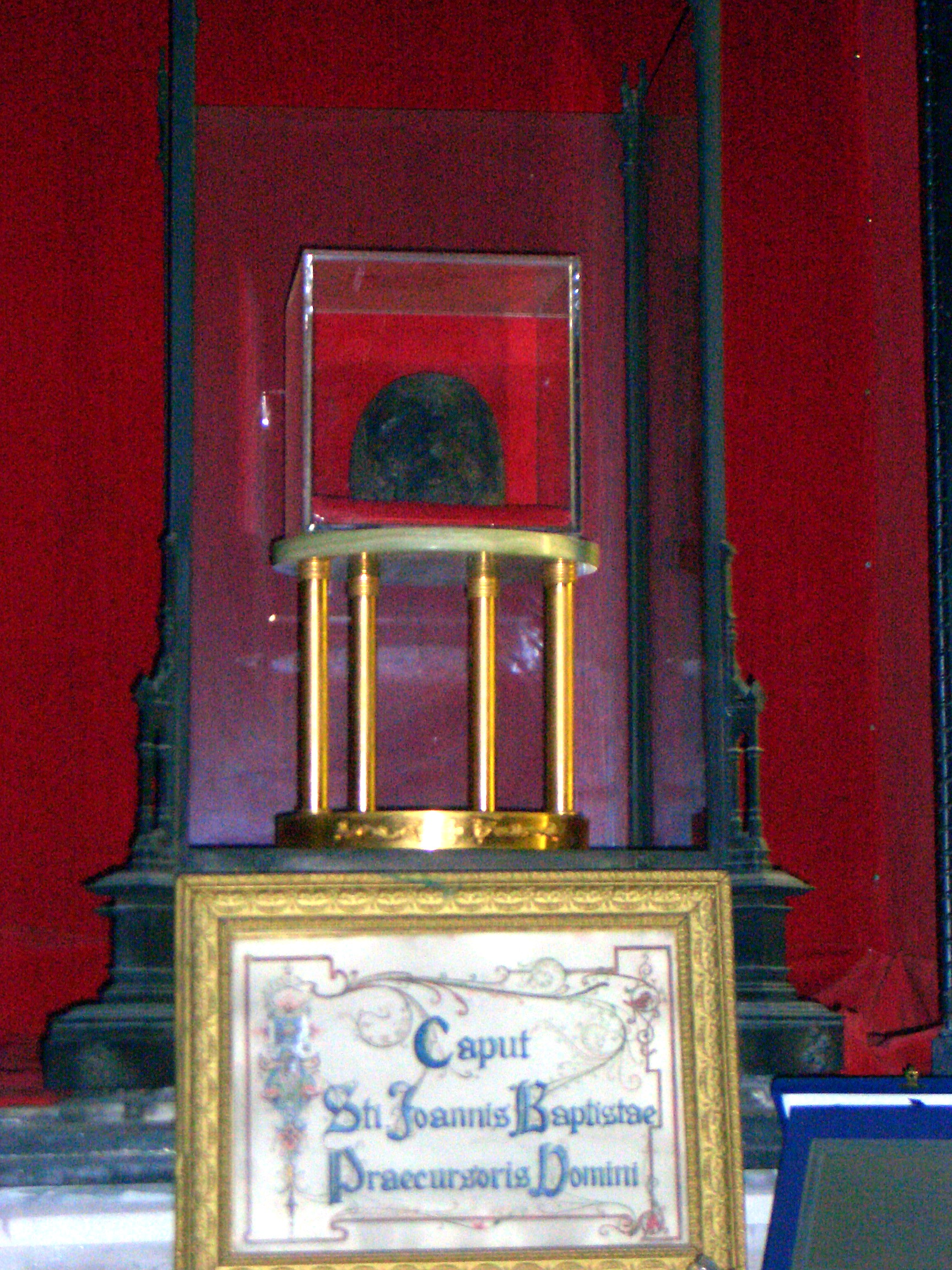
Kopf des hl. Johannes d. T. ohne Reliquiar

## Kloster

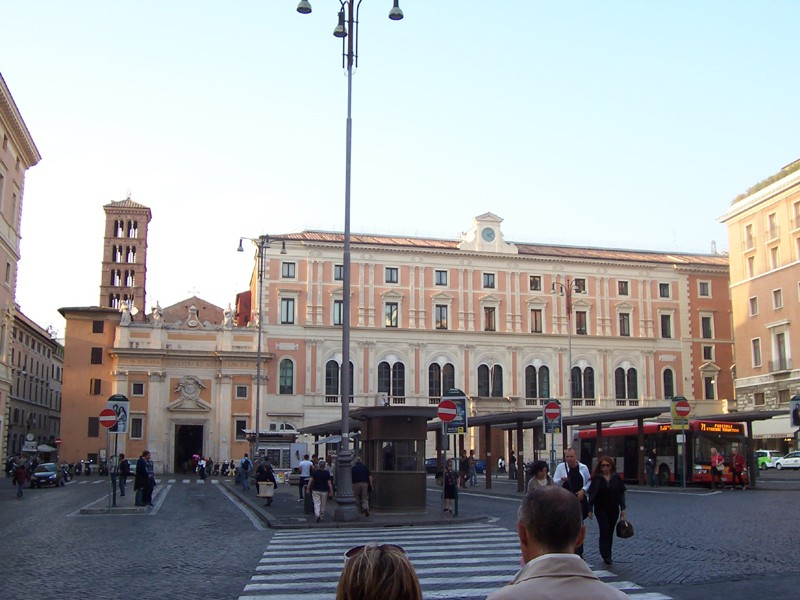
Piazza San Silvestro mit der gleichnamigen Kirche und dem ehemaligen Kloster (rechts)

Das im Osten unmittelbar an die Kirche angrenzende ehemalige Kloster San Silvestro in Capite wurde ebenfalls von Papst Stephan III. gegründet. Wie im Fall der Kirche erfolgten Ende des 16. Jahrhunderts und dann um 1700 Umbauarbeiten. Im 12. Jahrhundert übernahmen Benediktiner das Kloster, 1285 Klarissen und 1855 Pallottiner, die sich noch heute um die Kirche kümmern. Das Kloster wurde 1877 zum Hauptgebäude der italienischen Post umgebaut. 2003 erwarb die italienische Regierung das Gebäude und ließ es umfassend renovieren. Seit 2007 dient es zusammen mit benachbarten Gebäuden in der Via della Mercede als Außenstelle des Ministerratspräsidiums, dessen Hauptsitz sich im nahen Palazzo Chigi befindet. In der Säulenhalle des ehemaligen Hauptpostamtes brachte man das Archiv des Ministerratspräsidiums und einen Teil der modernen Biblioteca Chigiana unter. Ein Teil des Gebäudes wird weiterhin von der Post genutzt, die übrigen Räume dienen Verwaltungszwecken.